# Portrait de M. et Mme Auguste Manet
 (octobre 2017).
Si vous disposez d'ouvrages ou d'articles de référence ou si vous connaissez des sites web de qualité traitant du thème abordé ici, merci de compléter l'article en donnant les références utiles à sa vérifiabilité et en les liant à la section « Notes et références ».
Le Portrait de M. et Mme Auguste Manet est un tableau réalisé par Édouard Manet en 1860. 

## Description
Il représente les parents de l'artiste : à gauche, assis dans un fauteuil, Auguste Manet (1797-1862), sexagénaire à la retraite, ancien haut fonctionnaire (on aperçoit la décoration fixée au revers de son manteau; il avait été magistrat, conseiller à la cour), et à droite, debout, tenant un panier rempli de fleurs (ou de laines à broder ?), madame Manet (1811-1895), née Eugénie Désirée Fournier (elle survivra à son mari et à leur fils). 
Devant eux, on distingue sur le coin d'une table recouverte d'une étoffe, un ouvrage à tisser et un petit missel aux pages marquées. Les deux personnages, habillés de noir, ont le regard baissé et ont un air un peu triste (selon Jacques-Emile Blanche, une amie de Mme Manet aurait dit : "on dirait deux concierges").
Ce tableau a été présenté pour la première au public parisien lors du Salon de 1861, en même temps que Le Chanteur espagnol. Il déconcerta, et fut souvent mal accueilli.
Cette toile cependant, de facture assez sage, contribua à rassurer les parents du jeune artiste, qui craignaient que leur fils ne se soit trompé de voie en renonçant définitivement à entrer à l'École navale ou à faire des études de droit.

## Histoire
Son premier propriétaire fut Eugène Manet, frère du peintre. Puis, il passa à la fille de celui-ci, Julie Manet, épouse d'Ernest Rouart. En 1977, dix ans après la mort de Julie, la famille Rouart-Manet en fit don à l'État français qui l'attribua en 1985 au musée d'Orsay, détaché des collections de la galerie du Jeu de Paume.